# Ilhas Salomão nos Jogos Paralímpicos
As Ilhas Salomão participaram pela primeira vez dos Jogos Paralímpicos em 2012,  contudo, nunca participaram de uma edição dos Jogos Paralímpicos de Inverno.